# Österslöv
Österslöv – miejscowość (tätort) w Szwecji, w regionie administracyjnym (län) Skania, w gminie Kristianstad.
Według danych Szwedzkiego Urzędu Statystycznego liczba ludności wyniosła: 460 (31 grudnia 2015), 464 (31 grudnia 2018) i 467 (31 grudnia 2019).